# Philonotis acicularis
Philonotis acicularis är en bladmossart som beskrevs av Kindberg 1891. Philonotis acicularis ingår i släktet källmossor, och familjen Bartramiaceae. Inga underarter finns listade i Catalogue of Life.